# Kirche Uhyst (Spree)

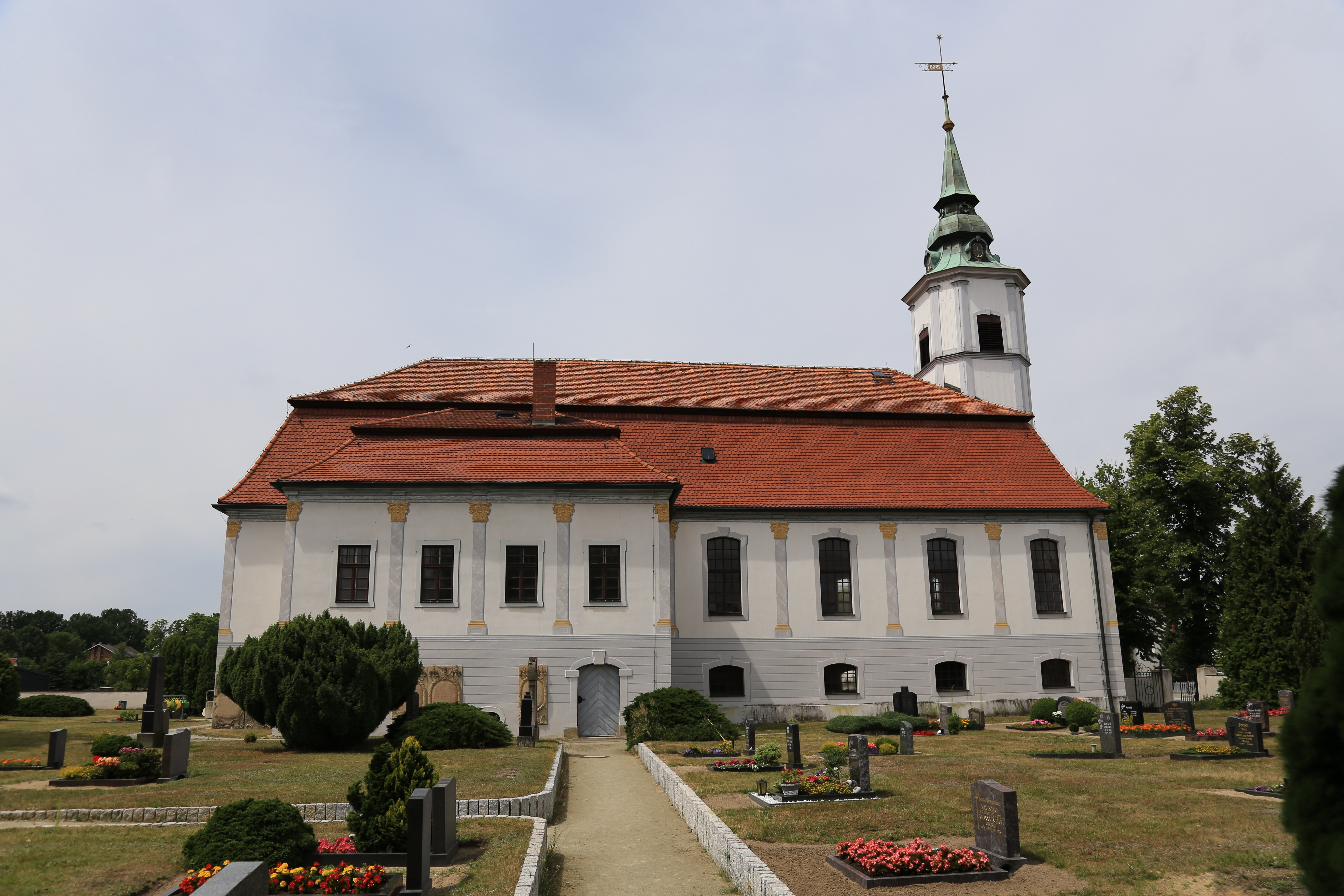
Pfarrkirche Uhyst (Spree) im Juni 2017

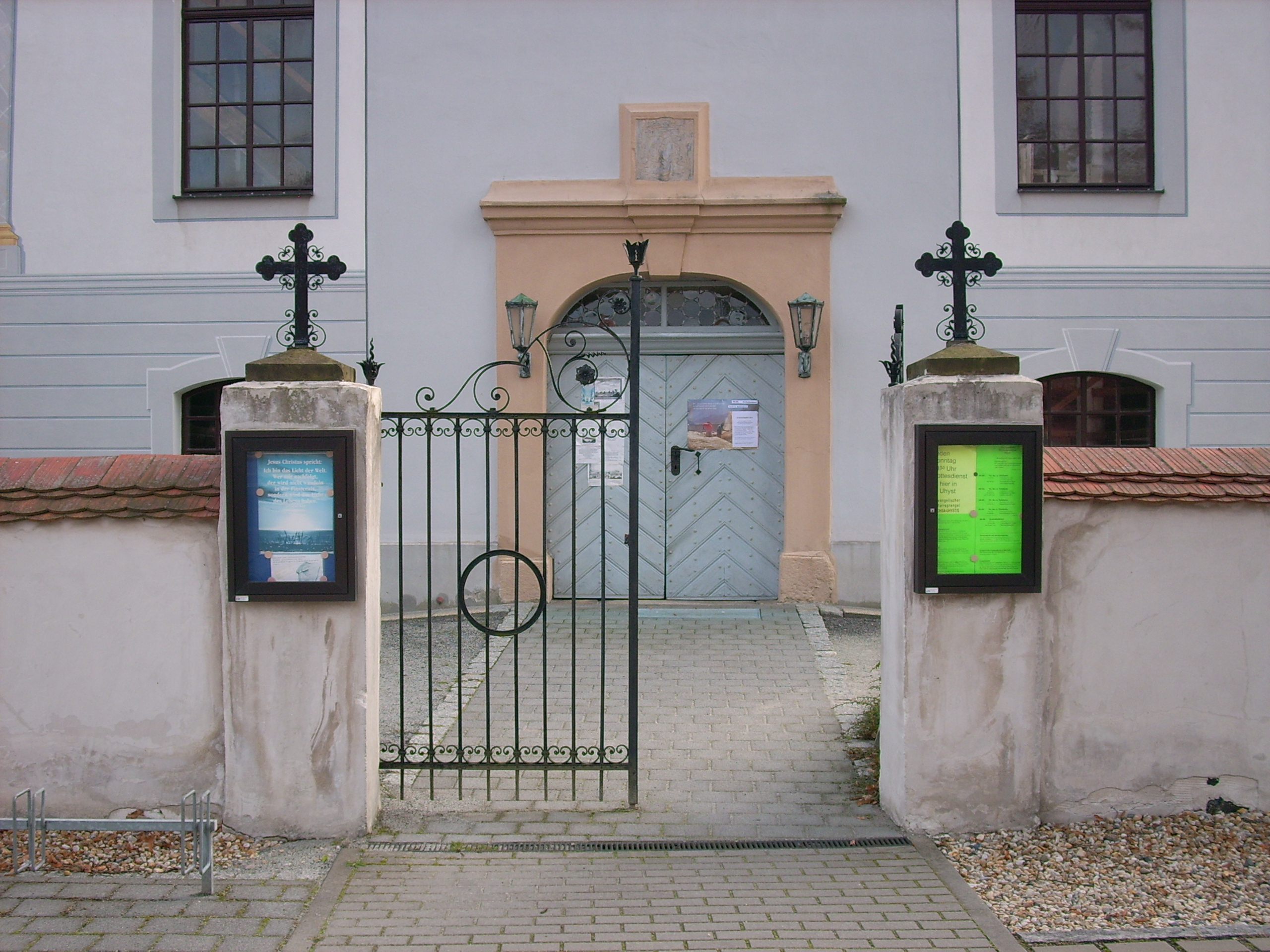
Kirchhofstor und Eingangsportal (2017)

Die Kirche Uhyst (obersorbisch Delnjowujězdźanska cyrkej) ist das Kirchengebäude im Ortsteil Uhyst der Gemeinde Boxberg/O.L. in der sächsischen Oberlausitz. Es gehört der Kirchengemeinde Uhyst an der Spree im Kirchenkreis Schlesische Oberlausitz, der Teil der Evangelischen Kirche Berlin-Brandenburg-schlesische Oberlausitz ist. Die Kirche steht aufgrund ihrer bau- und ortsgeschichtlichen Bedeutung unter Denkmalschutz.

## Baubeschreibung

### Geschichte
Bereits im Jahr 1342 wurde in Uhyst eine Kapelle erwähnt, die im Jahr 1466 zu einer Kirche erweitert wurde. 1592 erhielt das Dorf anlässlich der Reformation einen neuen Kirchbau. Die heutige große Saalkirche im Barockstil wurde zwischen 1711 und 1716 unter Leitung von Johannes Rudolph von Metzrad errichtet und am 4. November 1716 geweiht. Die alte Holzkirche in Uhyst war zuvor abgerissen worden. Nach Fertigstellung des Kirchenbaus wurde Uhyst eine eigenständige Parochie. Zwischen 1726 und 1735 wurden die Logen angebaut und der Turm aufgesetzt. Im Jahr 1837 wurde die Kirche zu ihrem heutigen Zustand ausgebaut. 1853 brach ein Brand in der Uhyster Kirche aus, der jedoch schnell gelöscht werden konnte und keinen größeren Schaden anrichtete.
Der Innenraum wurde in den Jahren 1837 und 1893 baulich verändert und während der 1940er Jahre saniert. Ab 1921 waren im Kirchturm drei Glocken angebracht, von denen zwei während des Zweiten Weltkrieges zugunsten der Waffenproduktion abgegeben werden mussten und eingeschmolzen wurden. Seit 1949 ist der Kirchturm wieder mit drei Glocken bestückt. Im Zuge einer Kirchturmsanierung wurde die Kirche im Jahr 1984 mit einer elektrischen Glockenläuteanlage ausgestattet. Bei erneuten Sanierungsarbeiten wurde 1993 die ursprüngliche barocke Fassung des Innenraums wiederhergestellt, die Fassade neu verputzt und der Boden erneuert. Am 6. November 1994 erfolgte die Wiedereinweihung des Gebäudes.

### Architektur

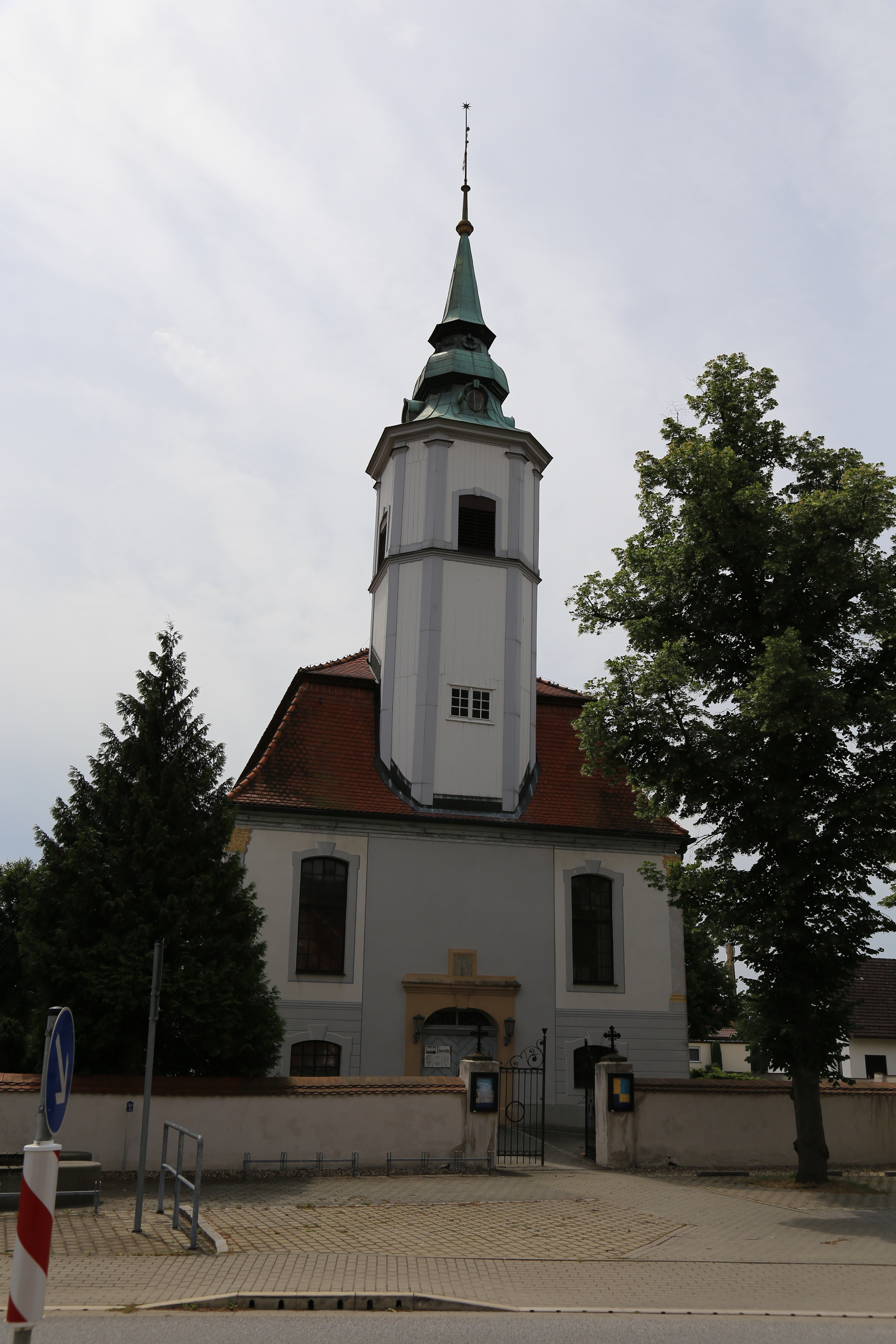
Blick auf die Nordwand und den Dachturm (2017)

Der in Nord-Süd-Richtung ausgerichtete Putzbau hat ein hohes Mansardwalmdach aus Biberschwanzziegeln und einen oktogonalen Dachturm mit Glockengeschoss und Schallöffnungen zu vier Seiten. Abgeschlossen wird der Turm durch eine aufwendig gestaltete Haube mit achtseitigem Spitzhelm und einer Wetterfahne. Das Langhaus ist in Kolossalordnung mit illusionistisch bemalten, säulenartigen Lisenen gegliedert. In den Zwischenräumen befinden sich auf beiden Seiten jeweils vier große und darunter kleinere stichbogige Fenster. Im hinteren Teil der Kirche sind zu beiden Seiten zweigeschossige Logen angebaut. Diese haben ein stichbogiges Eingangsportal und vier Rechteckfenster.
An der Nordwand liegt in der Mitte ein zweiflügeliges Eingangsportal, das von zwei weiteren Stichbogenfenstern flankiert wird. Im Innenraum hat die Kirche eine flache Putzdecke mit Stuckkartuschen und Rosettenornamenten. Die an drei Seiten umlaufende eingeschossige Empore ist zwischen korinthischen Pilastern eingespannt. Die Orgelempore im Westen hat aus Platzgründen eine konvexe Brüstung mit Balustern aus der Mitte des 19. Jahrhunderts, die Brüstungen sind mit Rankenmalereien verziert. Die zweigeschossigen Logen auf beiden Seiten des Altarraums sind im Obergeschoss verglast.

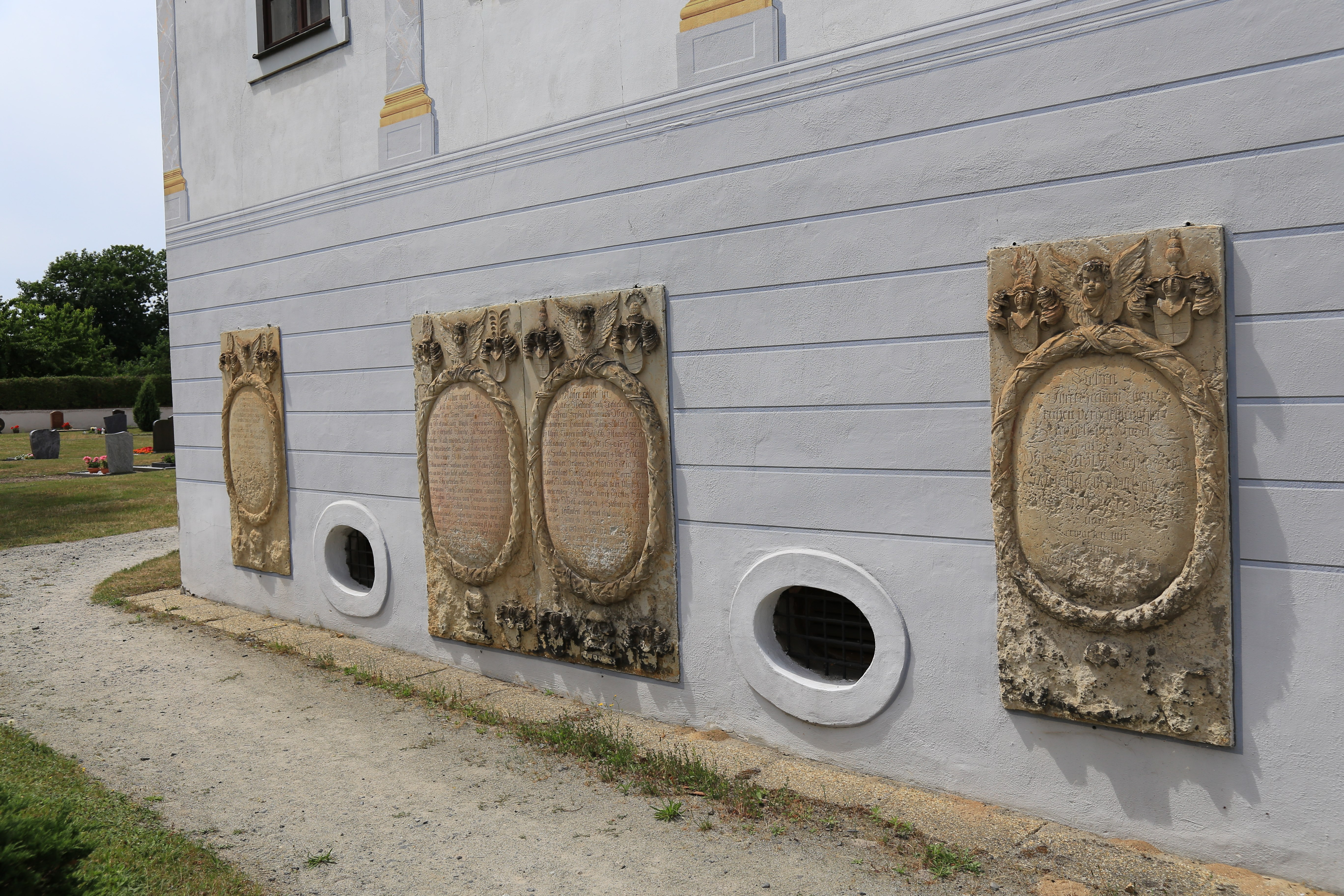
Epitaphe an der östlichen Loge der Uhyster Kirche (2017)

Im Untergeschoss der Logen befinden sich zwei aufwendige Grabdenkmäler aus Sandstein mit Marmorierungen und vergoldeten Inschriftkartuschen für Johannes Rudolph von Metzrad und Joachim Hildebrand von Hund, die mit Darstellungen der theologischen Tugenden bekrönt und flankiert werden. Unter der Westempore liegt ein Epitaph für das Ehepaar Christoph und Anna von Metzrad. An der Außenwand, im Bereich des Altarraums und der Logen, sind mehrere Inschriftgrabsteine mit Reliefdekor aus dem 17. und 18. Jahrhundert angebracht. Auf dem Friedhof steht ein kleiner quadratischer Gruftbau mit Zeltdach, der im Jahr 1751 für die Familie von Gersdorf gebaut wurde und an dessen Westseite Grabplatten für Friedrich von Gersdorf († 1751) und Dorothea Ch. L. von Gersdorf († 1794) angebracht sind.

## Ausstattung

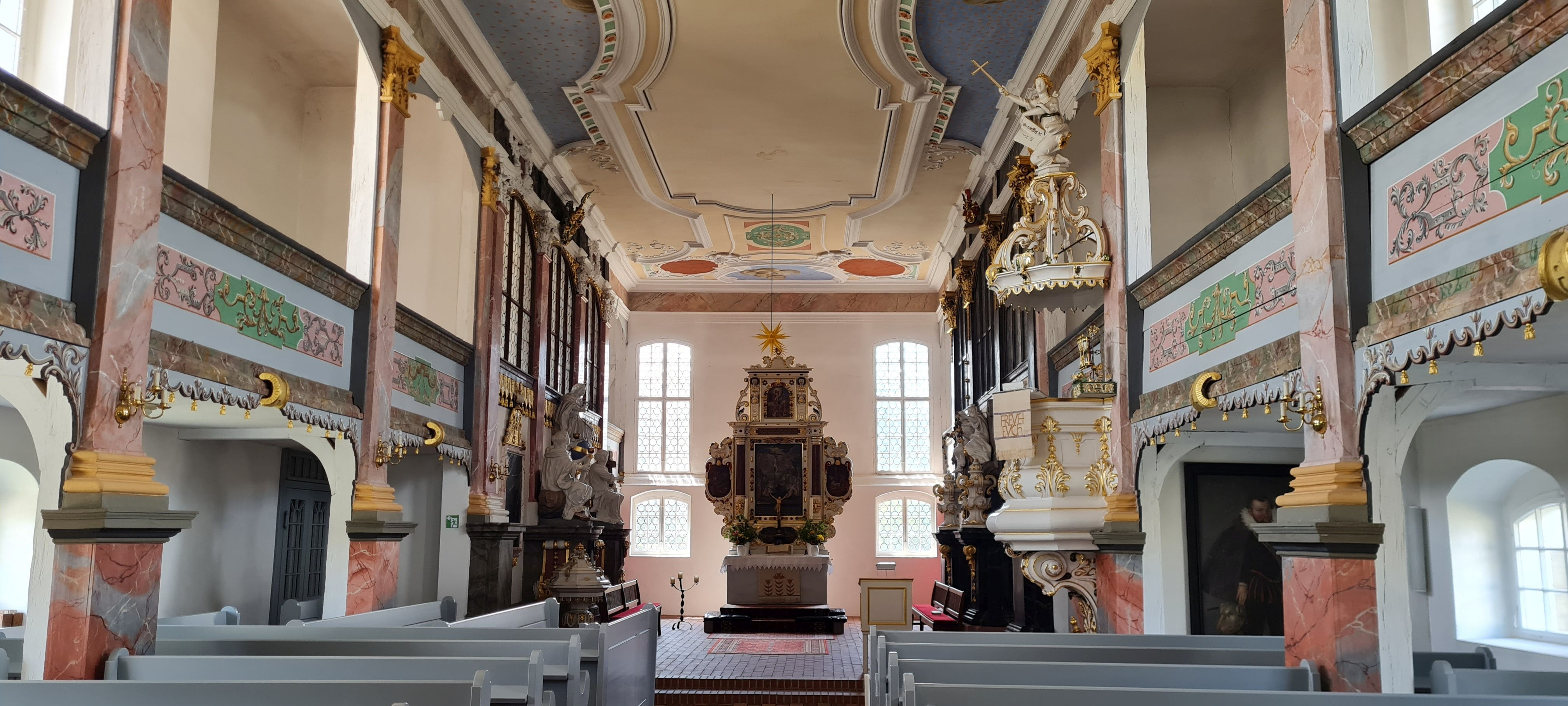
Innenansicht der Kirche

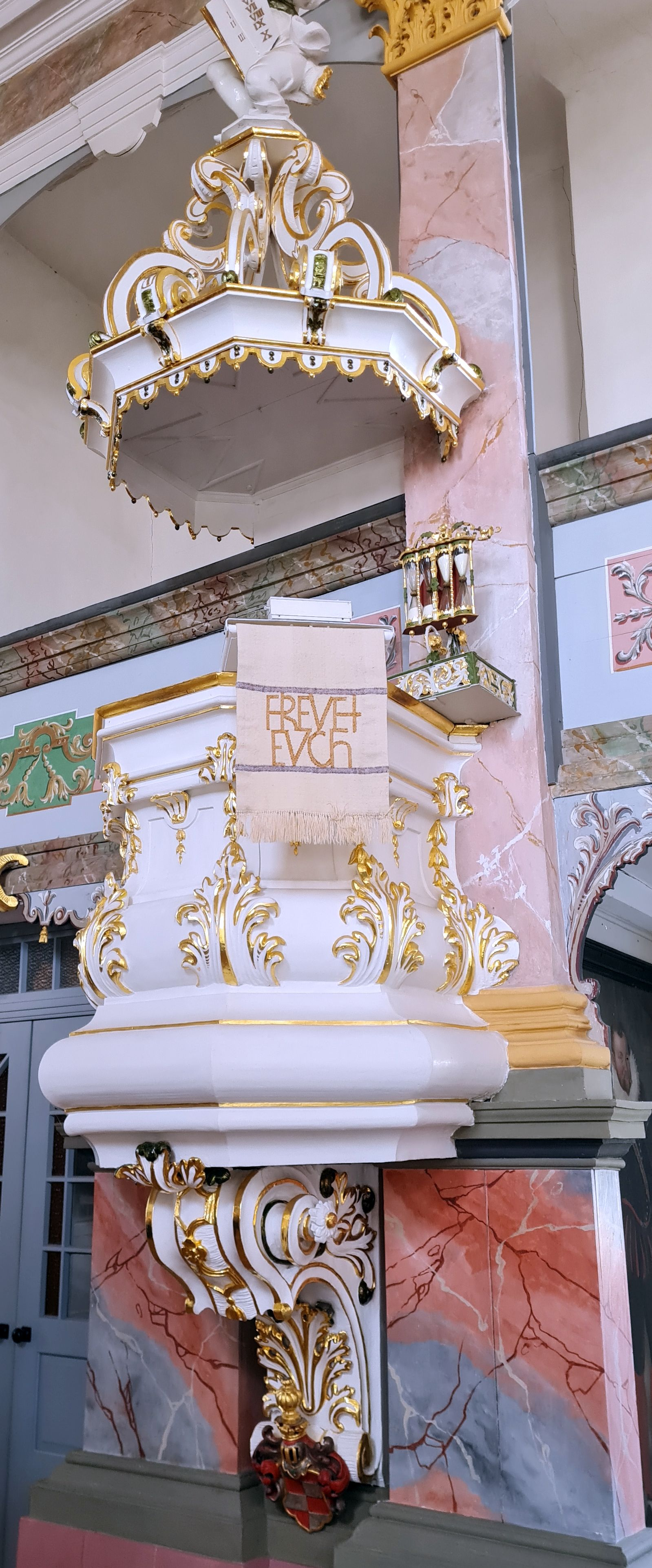
Kanzel

Zur Ausstattung der Uhyster Kirche gehört ein hölzernes Altarretabel aus der zweiten Hälfte des 17. Jahrhunderts. In der Predella befindet sich eine 
Darstellung des Abendmahls, im Hauptfeld ist die Kreuzigung Christi abgebildet. Daneben befinden sich Gemälde des Ölbergs sowie der Geißelung. Die restliche Ausstattung stammt aus der Bauzeit der Kirche. Darunter sind die hölzerne Kanzel mit bauchigem Kanzelkorb auf einer schweren Volutenkonsole sowie eine aufwendige Taufe mit oktogonalem Becken auf einem Säulenschaft mit Rokokodekor. Die zur Taufe gehörige Taufschale aus Messing enthält eine Darstellung des heiligen Georg. Das hölzerne Kruzifix wurde im frühen 18. Jahrhundert angefertigt.
Die Orgel wurde im Jahr 1899 von der Schweidnitzer Orgelbaufirma Schlag & Söhne in einem schlichten Orgelprospekt gebaut.
Seit 1984 werden die Glocken mit einer elektrischen Glockenläuteanlage betrieben. Die Inschriften der Glocken lauten:
- Angelika: Hört die frohe Botschaft
- Gloria: Lebt zur Ehre Gottes
- Irene: Haltet untereinander Frieden

## Kirchengemeinde
Bis 1716 war Uhyst eine Filialkirche von Klix, seitdem ist die Uhyster Kirche eine Pfarrkirche. Neben Uhyst gehören noch die Dörfer Bärwalde, Drehna, Mönau und Rauden zur Kirchengemeinde. Letztere drei Dörfer wurden im Jahr 1823 aus der Kirchengemeinde Milkel nach Uhyst umgepfarrt, da sie nach der auf dem Wiener Kongress beschlossenen Teilung des Königreiches Sachsen wie auch Uhyst preußisch wurden, Milkel allerdings weiter zu Sachsen gehörte. Bärwalde gehörte bis etwa 1975 zur Kirchengemeinde Merzdorf und wurde nach der Devastierung des Kirchdorfs nach Uhyst umgepfarrt.
Bis ins 20. Jahrhundert waren die Pfarrer von Uhyst in der Regel Sorben oder hatten Sorbisch gelernt. Als Arnošt Muka die Gemeinde im Jahr 1884 besuchte, waren 91,05 Prozent der Einwohner Sorben. Jeden Sonntag fanden sowohl Gottesdienste in deutscher als auch in sorbischer Sprache statt. Zu diesem Zeitpunkt hatte die Kirchengemeinde 1238 sorbische und 222 deutsche Beichtgänger sowie vierzehn sorbische und fünf deutsche Konfirmanden. Bis 1936 fanden in Uhyst sorbischsprachige Gottesdienste statt, danach wurde dies von den Nationalsozialisten untersagt. Der Ort und die Kirchengemeinde wurden zur Tilgung des sorbischen Namens in Spreefurt umbenannt, 1947 erhielten sie wieder ihren ursprünglichen Namen. Nach dem Zweiten Weltkrieg predigte Pfarrer Richard Scholze/Šołta (1953–1969) wieder auf Sorbisch. Im Jahr 1956 fand der Sorbische Evangelische Kirchentag in der Kirche von Uhyst statt. Im Juni 2013 wurde er erneut in Uhyst abgehalten.
Bis 1945 gehörte Uhyst zur Evangelischen Landeskirche der älteren Provinzen Preußens. Nach deren Zerfall kam die Kirchengemeinde zur Evangelischen Kirche in Schlesien, die später in Evangelische Kirche der schlesischen Oberlausitz umbenannt wurde. Am 1. Januar 2004 fusionierte die Evangelische Kirche der schlesischen Oberlausitz mit der Evangelischen Kirche in Berlin-Brandenburg zur Evangelischen Kirche Berlin-Brandenburg-schlesische Oberlausitz. Am 1. Januar 2014 fusionierte der Kirchenkreis Hoyerswerda mit dem Kirchenkreis Niederschlesische Oberlausitz zum Kirchenkreis Schlesische Oberlausitz. Die Kirchengemeinde hat heute knapp 300 Mitglieder und ist seit dem 1. Februar 2021 mit den Kirchengemeinden Groß Särchen und Lohsa im Pfarrsprengel Oberlausitzer Seenland zusammengeschlossen. Zuvor bildete Uhyst zusammen mit Lohsa den Pfarrsprengel Lohsa-Uhyst/Spree, der im Zuge der Fusion mit Groß Särchen aufgelöst wurde.